# Mark Forest
Mark Forest, pseudonimo di Lou Degni (Brooklyn, 16 gennaio 1933 – Los Angeles, 7 gennaio 2022), è stato un attore e culturista statunitense.

## Biografia
Di origini abruzzesi, noto in Italia per aver partecipato a molte produzioni del genere peplum nei ruoli dei muscolosi protagonisti (Maciste ed Ercole). Con il declino del genere peplum, è tornato in patria e si è dedicato alla professione di impresario teatrale.

## Filmografia
- Sinuhe l'egiziano (The Egyptian), regia di Michael Curtiz (1954)
- La vendetta di Ercole, regia di Vittorio Cottafavi (1960)
- Maciste nella Valle dei Re, regia di Carlo Campogalliani (1960)
- Maciste l'uomo più forte del mondo, regia di Antonio Leonviola (1961)
- Maciste il gladiatore più forte del mondo, regia di Michele Lupo (1962)
- Maciste contro i mongoli, regia di Domenico Paolella (1963)
- Maciste l'eroe più grande del mondo, regia di Michele Lupo (1963)
- Maciste gladiatore di Sparta, regia di Mario Caiano (1964)
- Ercole contro i figli del sole, regia di Osvaldo Civirani (1964)
- Maciste nell'inferno di Gengis Khan, regia di Domenico Paolella (1964)
- Il leone di Tebe, regia di Giorgio Ferroni (1964)
- Il magnifico gladiatore, regia di Alfonso Brescia (1964)
- Kindar l'invulnerabile, regia di Osvaldo Civirani (1965)

## Doppiatori italiani
- Pino Locchi in Maciste l'eroe più grande del mondo, Maciste gladiatore di Sparta, Ercole contro i figli del sole
- Emilio Cigoli in Maciste nella Valle dei Re, Maciste il gladiatore più forte del mondo
- Giuseppe Rinaldi in Il leone di Tebe, Maciste l'uomo più forte del mondo
- Renato Izzo in Maciste nell'inferno di Gengis Khan, Maciste contro i mongoli
- Nando Gazzolo in La vendetta di Ercole
- Adalberto Maria Merli in Il magnifico gladiatore